# کاون تمسچانا
کاون تمسچانا (انگلیسی: Kawin Thamsatchanan؛ زادهٔ ۲۶ ژانویهٔ ۱۹۹۰) یک بازیکن فوتبال اهل تایلند است. وی همچنین در تیم ملی فوتبال تایلند بازی کرده‌است.